# Дерна
Де́рна (араб. درنة‎) — город в Ливии, административный центр муниципалитета Дерна. Расположен на побережье Средиземного моря, в исторической области Киренаика.

## Динамика населения
Население города, ливийские арабы, быстро увеличивается за счёт высокого естественного прироста. До начала 1970-х годов проживали также итальянцы.
- 24,4 тыс. чел. (1967)
- 62,2 тыс. чел. (1984)
- 79,0 тыс. чел. (2005)
- 100—150 тыс. чел. (2023)

## География
Город расположен на возвышенном берегу Средиземного моря на высоте около 26—27 м в 252 км к востоку от города Бенгази. Является административным центром мухафазы Дерна. Издавна являлся портом на Средиземном море. В 1493 году существенно увеличился после прибытия сюда беженцев-мусульман из Испании. В настоящее время это крупный торговый центр по сбору и продаже цитрусовых и других фруктов. Промышленность представлена производствами цемента, муки, мыла и др. Среди местных ремёсел выделяется художественная металлообработка, имеется и прибрежная курортная зона.

## История
В средние века Дерну облюбовали мусульманские пираты и работорговцы (см. Варварский берег), грабившие европейские суда до начала XIX века. 27 апреля 1805 года войска США захватили город Дерна в ходе конфликта под названием Первая берберийская война. В 1912—1943 годах город управлялся колониальными властями Италии (Итальянская Ливия). После 1951 г. Дерна оказалась в составе Ливийского королевства, с 1969 года — Ливийской Республики, с 1977 по 2011 годы — Ливийской Джамахирии, с 2011 года входит в состав современной Ливии.
С конца октября 2014 года город захвачен террористами группировки Исламское государство (ИГ) в количестве приблизительно 800 человек.
11 июня 2015 года появились сообщения, что три лидера боевиков, связанных с «Аль-Каидой», были убиты в столкновениях со сторонниками ИГ в Дерне, также было убито около 16 сторонников ИГ, в том числе лидер боевиков из Ливии и десять иностранцев. Причиной столкновений стала «различная идеология».
В 2016 году город был отбит у террористической организации ИГ и с тех пор находился под контролем Совета шуры моджахедов Дерны, в которую входят группировки, связанные с «Аль-Каидой».
7 мая 2018 года после отвергнутого ультиматума о сдаче генерал Халифа Хафтар приказал штурмовать город. Начались бои. 11 мая был распущен Совет шуры моджахедов Дерны.
28 июня 2018 года Ливийская национальная армия (ЛНА) объявила о полном освобождении от боевиков города Дерна.
13 сентября 2023 года дожди, вызванные штормом «Даниэль», переполнили русло выходящих к городу вади и вызвали наводнение, которое прорвало две дамбы и смыло значительную часть города в море. Количество жертв в городе составило до нескольких тысяч человек.